# Ben Youssef Meïté
Ben Youssef Meïté (Séguéla, 11 novembre 1986) è un velocista ivoriano, finalista nei 100 metri piani ai Giochi olimpici di Rio de Janeiro 2016 e vincitore di 4 medaglie ai Giochi panafricani.

## Biografia
È stato due volte campione africano (nei 100 metri piani nel 2010 e nei 200 metri piani nel 2012).
Il 27 luglio 2012 è stato portabandiera per la Costa d'Avorio alla cerimonia di apertura dei Giochi della XXX Olimpiade a Londra.

## Progressione

### 60 metri piani indoor
| Stagione | Tempo | Luogo      | Data      | Rank. Mond. |
| -------- | ----- | ---------- | --------- | ----------- |
| 2011/12  | 6"69  | Québec     | 3-3-2012  |             |
| 2010/11  | 6"61  | Sherbrooke | 10-3-2011 |             |
| 2009/10  | 6"75  | Saskatoon  | 5-2-2010  |             |
| 2008/09  | 6"66  | Windsor    | 12-3-2009 |             |
| 2006/07  | 6"66  | Montréal   | 8-3-2007  |             |

### 100 metri piani
| Stagione | Tempo | Luogo          | Data      | Rank. Mond. |
| -------- | ----- | -------------- | --------- | ----------- |
| 2017     | 9"98  | Losanna        | 6-7-2017  |             |
| 2016     | 9"96  | Rio de Janeiro | 14-8-2016 | 16º         |
| 2015     | 10"05 | Pechino        | 22-8-2015 | 40º         |
| 2012     | 10"06 | Londra         | 4-8-2012  | 33º         |
| 2011     | 10"21 | Dakar          | 28-5-2011 | 88º         |
| 2010     | 10"08 | Nairobi        | 29-7-2010 | 25º         |
| 2009     | 10"21 | Abuja          | 18-7-2009 | 84º         |
| 2007     | 10"49 | Algeri         | 18-7-2007 |             |
| 2006     | 11"07 | Bambous        | 9-8-2006  |             |
| 2005     | 10"40 | La Mecca       | 12-4-2005 |             |
| 2003     | 10"89 | Cotonou        | 2-5-2003  |             |

### 200 metri piani
| Stagione | Tempo | Luogo      | Data       | Rank. Mond. |
| -------- | ----- | ---------- | ---------- | ----------- |
| 2012     | 20"61 | Porto-Novo | 30-6-2012  |             |
| 2011     | 20"60 | Dakar      | 28-5-2011  |             |
| 2010     | 20"39 | Nairobi    | 1-8-2010   |             |
| 2009     | 20"37 | Beirut     | 5-10-2009  |             |
| 2007     | 21"18 | Algeri     | 21-7-2007  |             |
| 2005     | 20"99 | Niamey     | 16-12-2005 |             |
| 2003     | 22"33 | Sherbrooke | 12-7-2003  |             |

## Palmarès
| Anno | Manifestazione                    | Sede           | Evento      | Risultato        | Prestazione | Note                                     |
| ---- | --------------------------------- | -------------- | ----------- | ---------------- | ----------- | ---------------------------------------- |
| 2003 | Mondiali allievi                  | Sherbrooke     | 100 m piani | Batteria         | 11"21       |                                          |
| 2003 | Mondiali allievi                  | Sherbrooke     | 200 m piani | Batteria         | 22"33       | Miglior prestazione personale stagionale |
| 2003 | Campionati africani juniores      | Garoua         | 100 m piani | Batteria         | 10"95       |                                          |
| 2003 | Campionati africani juniores      | Garoua         | 200 m piani | Semifinale       | 21"81       |                                          |
| 2004 | Campionati africani               | Brazzaville    | 200 m piani | Batteria         | 22"18       |                                          |
| 2005 | Giochi della solidarietà islamica | La Mecca       | 100 m piani | 7º               | 10"67       |                                          |
| 2005 | Campionati africani juniores      | Tunisi         | 100 m piani | Bronzo           | 10"74       |                                          |
| 2005 | Campionati africani juniores      | Tunisi         | 200 m piani | Argento          | 21"32       |                                          |
| 2005 | Giochi della Francofonia          | Niamey         | 100 m piani | 6º               | 10"64       |                                          |
| 2005 | Giochi della Francofonia          | Niamey         | 200 m piani | Oro              | 20"99       |                                          |
| 2006 | Campionati africani               | Bambous        | 100 m piani | Semifinale       | dnf         |                                          |
| 2007 | Giochi panafricani                | Algeri         | 100 m piani | Semifinale       | 10"52       |                                          |
| 2007 | Giochi panafricani                | Algeri         | 200 m piani | Semifinale       | 21"18       | Miglior prestazione personale stagionale |
| 2007 | Giochi panafricani                | Algeri         | 4×100 m     | Finale           | dq          |                                          |
| 2008 | Mondiali indoor                   | Valencia       | 60 m piani  | Batteria         | dns         |                                          |
| 2009 | Mondiali                          | Berlino        | 100 m piani | Batteria         | 10"41       |                                          |
| 2009 | Mondiali                          | Berlino        | 200 m piani | Quarti di finale | 20"78       |                                          |
| 2009 | Giochi della Francofonia          | Beirut         | 100 m piani | Oro              | 10"15       |                                          |
| 2009 | Giochi della Francofonia          | Beirut         | 200 m piani | Oro              | 20"37       |                                          |
| 2010 | Mondiali indoor                   | Doha           | 60 m piani  | Batteria         | 6"76        |                                          |
| 2010 | Campionati africani               | Nairobi        | 100 m piani | Oro              | 10"08       | Miglior prestazione personale            |
| 2010 | Campionati africani               | Nairobi        | 200 m piani | Argento          | 20"39       | Miglior prestazione personale stagionale |
| 2010 | Campionati africani               | Nairobi        | 4×100 m     | 6º               | 40"77       |                                          |
| 2011 | Mondiali                          | Taegu          | 100 m piani | Batteria         | 10"45       |                                          |
| 2011 | Mondiali                          | Taegu          | 200 m piani | Batteria         | 20"97       |                                          |
| 2011 | Giochi panafricani                | Maputo         | 100 m piani | Argento          | 10"45       |                                          |
| 2011 | Giochi panafricani                | Maputo         | 200 m piani | Argento          | 20"76       |                                          |
| 2012 | Mondiali indoor                   | Istanbul       | 60 m piani  | Semifinale       | 6"71        |                                          |
| 2012 | Campionati africani               | Porto-Novo     | 100 m piani | Batteria         | dq          |                                          |
| 2012 | Campionati africani               | Porto-Novo     | 200 m piani | Oro              | 20"62       |                                          |
| 2012 | Campionati africani               | Porto-Novo     | 4×100 m     | 4º               | 40"10       |                                          |
| 2012 | Giochi olimpici                   | Londra         | 100 m piani | Semifinale       | 10"13       |                                          |
| 2012 | Giochi olimpici                   | Londra         | 200 m piani | Batteria         | dns         |                                          |
| 2015 | Mondiali                          | Pechino        | 100 m piani | Semifinale       | 10"17       |                                          |
| 2015 | Giochi panafricani                | Brazzaville    | 100 m piani | Oro              | 10"04       | Record nazionale                         |
| 2015 | Giochi panafricani                | Brazzaville    | 4×100 m     | Oro              | 38"93       |                                          |
| 2016 | Campionati africani               | Durban         | 100 m piani | Oro              | 9"95        |                                          |
| 2016 | Campionati africani               | Durban         | 4×100 m     | Argento          | 38"98       |                                          |
| 2016 | Giochi olimpici                   | Rio de Janeiro | 100 m piani | 6º               | 9"96        | Record nazionale                         |
| 2017 | Mondiali                          | Londra         | 100 m piani | Semifinale       | 10"11       |                                          |
| 2018 | Mondiali indoor                   | Birmingham     | 60 m piani  | Semifinale       | 6"59        |                                          |
| 2018 | Campionati africani               | Asaba          | 100 m piani | 4º               | 10"36       |                                          |
| 2018 | Campionati africani               | Asaba          | 4×100 m     | Bronzo           | 38"92       |                                          |

## Altre competizioni internazionali
2010
- 5º in Coppa continentale ( Spalato), 100 m piani - 10"32
- Bronzo in Coppa continentale ( Spalato), 200 m piani - 20"51